# Close Your Eyes
Close Your Eyes är Stacey Kents debutalbum från 1997.

## Låtlista
1. More Than You Know (Vincent Youmans/Billy Rose/Edward Eliscu) – 5'36
2. Dream Dancing (Cole Porter) – 4'23
3. Close Your Eyes (Bernice Petkere) – 5'25
4. There's a Lull in My Life (Mack Gordon/Harry Revel) – 4'27
5. Its Delovely (Cole Porter) – 3'26
6. There's No You (Hal Hopper/Tom Adair) – 6'15
7. I'm Old Fashioned (Jerome Kern/Johnny Mercer) – 2'59
8. You Go to My Head (Fred Coots/Haven Gillespie) – 7'01
9. Little White Lies (Walter Donaldson) – 4'17
10. Sleep Warm (Lew Spence/Marilyn Keith/Alan Bergman) – 4'37
11. Day In – Day Out (Rube Bloom/Johnny Mercer) – 5'50

## Medverkande
- Stacey Kent – sång
- Jim Tomlinson – tenorsaxofon
- Colin Oxley – gitarr
- David Newton – piano
- Andrew de Jong Cleyndert – bas
- Steve Brown – trummor
- Jim Tomlinson – arrangemang (1, 3-11)
- Colin Oxley – arrangemang (2)